# Pfarrkirche Maria Königin (Głuszyca)
Die Pfarrkirche Maria Königin in Głuszyca (deutsch Wüstegiersdorf) im Powiat Wałbrzyski, der Woiwodschaft Niederschlesien in Polen ist ein Kirchenbau aus der Schule von Carl Gotthard Langhans.

## Geschichte
Das Gebäude wurde 1741 als evangelische Kirche errichtet. In den Jahren 1804 bis 1809 wurde sie im klassizistischen Stil umgestaltet, dabei wurde der Turm mit dem Portikus ergänzt. Renovierungen erfolgten 1862 und erneut 1964.

## Bauwerk
Der Baukörper ist rechteckig und längs der Straße erstellt. Der langen Seite ist eine große von vier Säulen gebildete Vorhalle vorgelagert, über der sich ein dreifach gestaffelter Turm erhebt. Der Turm ist von einem unteren quadratischen Baukörper und zwei darüberliegenden zylindrischen Baukörpern gebildet. Das oberste zylindrische Geschoss ist mit einer Kuppel abgeschlossen.